# Coptodon rendalli
Coptodon rendalli е вид бодлоперка от семейство Цихлиди (Cichlidae). Видът не е застрашен от изчезване.

## Разпространение и местообитание
Разпространен е в Ангола, Ботсвана, Демократична република Конго, Замбия, Зимбабве, Мозамбик, Намибия, Свазиленд, Танзания, Чад и Южна Африка. Внесен е в Бурунди, Габон, Камерун, Кения, Демократична република Конго, Мадагаскар, Руанда, САЩ (Хавайски острови) и Уганда.
Обитава крайбрежията на сладководни и полусолени басейни и реки. Среща се на дълбочина от 1,5 до 10 m.

## Описание
На дължина достигат до 45 cm, а теглото им е не повече от 2500 g.
Продължителността им на живот е около 7 години.